# Rick Wells
Rick Wells es un deportista neozelandés que compitió en triatlón. Ganó dos medallas en el Campeonato Mundial de Triatlón, plata en 1991 y bronce en 1989.

## Palmarés internacional
| Campeonato Mundial | Campeonato Mundial     | Campeonato Mundial | Campeonato Mundial |
| Año                | Lugar                  | Medalla            | Prueba             |
| ------------------ | ---------------------- | ------------------ | ------------------ |
| 1989               | Aviñón (Francia)       | Medalla de bronce  | Individual         |
| 1991               | Gold Coast (Australia) | Medalla de plata   | Individual         |